# Bambiraptor
Bambiraptor – rodzaj teropoda z rodziny dromeozaurów (Dromaeosauridae).
W roku 1995 14-letni pasjonat paleontologii Wes Linster poszukiwał skamieniałości na rodzinnym ranczu w Montanie. Natrafił tam na zachowany w ponad 90% szkielet młodocianego dromeozauryda wieku górnokredowego. Dinozaur został nazwany Bambiraptor feinbergi. Nazwa rodzajowa odnosi się Bambiego (postaci z filmu Disneya), a epitet gatunkowy honoruje bogatą rodzinę, która wykupiła okaz i przekazała muzeum na Florydzie. Obecnie okaz znajduje się w Amerykańskim Muzeum Historii Naturalnej w Nowym Jorku. Dyrektor Florydzkiego Instytutu Paleontologicznego Martin Shugar nazwał znalezisko „kamieniem z Rosetty” paleontologii. John Ostrom powiedział, że to „klejnot”. Przeprowadzone badania zdają się wskazywać, że bambiraptor potrafił manewrować swoimi dłońmi w niezwykle zaawansowany sposób. Bardzo rozwinięty móżdżek może wskazywać na nadrzewny tryb życia.

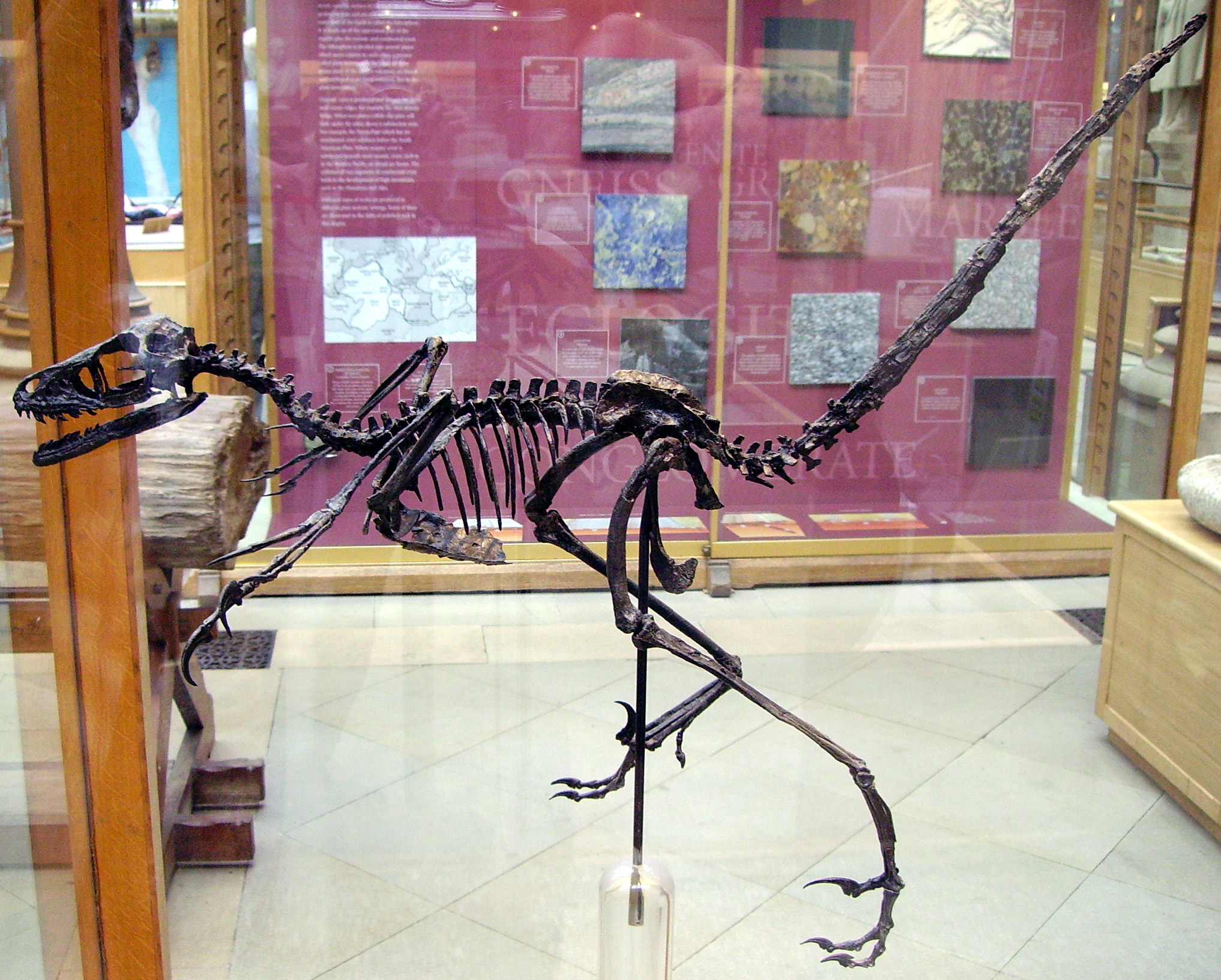
Szkielet bambiraptora (Oxford University Museum of Natural History)

Wymiary (osobnik młodociany):
- długość – 0,7 m
- wysokość – 0,3 m
- masa ciała – 2 kg